# 해피니스 (드라마)
《해피니스》는 2021년 11월 5일부터 2021년 12월 11일까지 방송했던 tvN 금토 드라마였다.

## 기획 의도
근미래를 배경으로 계층 사회의 축소판인 아파트에 고립된 이들의 생존기를 그린 도시 스릴러

## 제작진

### 제작사
- 스튜디오드래곤

### 제작
- 조문주

### 극본
- 한상운 : KBS 2TV 《KBS 드라마 스페셜 - 텍사스 안타》(집필), KBS 2TV 《KBS 드라마 스페셜 연작 시리즈 - 완벽한 스파이》(집필), KBS 2TV 《KBS 드라마 스페셜 - 아내가 사라졌다》(집필), KBS 2TV KBS 드라마 스페셜 - 습지생태보고서》(집필), KBS 2TV 《KBS 드라마 스페셜 - 아트》(집필), tvN 금토 드라마 《굿 와이프》(집필), OCN 《왓쳐》(집필) 집필

### 연출
- 안길호 : SBS 월화 드라마 《사랑하는 사람아》(조연출), SBS 금요 드라마 《8월에 내리는 눈》(조연출), SBS 금요 드라마 《우리집에 왜왔니》(조연출), SBS 일일 드라마 《애자 언니 민자》(조연출), SBS 수목 드라마 《옥탑방 왕세자》(공동 연출), SBS 주말 드라마 《원더풀 마마》(기획), SBS Plus 《여자만화 구두》(공동 연출), SBS 일일 드라마 《사랑만 할래》(연출), 네이버TV 《당신을 주문합니다》(연출), SBS 월화 드라마 《미세스 캅》(공동 연출), SBS 아침 드라마 《내 사위의 여자》(연출), tvN 토일 드라마 《비밀의 숲》(연출), tvN 토일 드라마 《알함브라 궁전의 추억》(연출), tvN 월화 드라마 《청춘기록》(연출), OCN 《왓쳐》(연출) 연출

## 등장 인물

### 주요 인물
- 한효주 : 윤새봄 (501호) 역 - 경찰특공대 전술요원

빠른 상황 판단력과 눈치, 배짱 등으로 테러진압 기술을 습득, 경찰특공대의 에이스. 이현의 가짜아내였으나 마지막에 부부가 된다. 이현의 아내
- 박형식 : 정이현 (501호) 역 - 세양경찰서 강력반 형사

새봄의 고등학교 동창이자 가짜남편이였으나 마지막에 부부가 된다. 새봄의 남편
- 조우진 : 한태석 역[1] - 의무사령부 소속 중령

### 윤새봄 주변 인물
- 강지은 : 김복남 역 - 새봄의 어머니

### 정이현 주변 인물
- 이준혁 : 김정국 역 - 세양경찰서 강력반 형사

이현의 경찰 선배

### 한태석 주변 인물
- 박주희 : 이지수 역 - 의무사령부 소속 중위

### 세양숲 르시엘 아파트 (일반주택)

#### 601호
- 백현진 : 오주형 역 - 민지의 남편
- 백주희 : 박민지 역 - 주형의 아내
- 문예원 : 우상희 역 - 피부과 2호점(세양점) 실장, 주형과 해성의 내연녀.

#### 602호
- 박형수 : 국해성 역 - 소윤의 전남편, 변호사. 상희의 내연남.
- 정운선 : 신소윤 역 - 해성의 전처, 비서.

#### 1202호
- 배해선 : 오연옥 역 - 아파트 동대표, 선우창의 아내.
- 차순배 : 선우창 역 - 연옥의 남편, 목사.

#### 1501호
- 한준우 : 김세훈 역 - 돈 많은 백수

외교관 부부의 아들로 평생 외국을 돌며 살아온 지식인 남자

### 세양숲 르시엘 아파트 (임대주택)

#### 502호
- 송지우: 박서윤 역 - 용철과 은지의 외동딸
- 전석찬 : 박용철 역 - 은지의 남편, 서윤의 아버지. 택배기사.
- 김주연 : 강은지 역 - 서윤의 어머니, 용철의 아내. 택배기사.

#### 401호
- 박희본 : 나현경 역 - 수민의 여동생, 로맨스 웹소설가.
- 나철 : 나수민 역 - 현경의 오빠

#### 302호
- 홍순창 : 김학제 역 - 성실의 남편, 동현의 아버지.
- 이주실 : 지성실 역 - 학제의 아내, 동현의 어머니.
- 강한샘: 김동현 역 - 학제와 성실의 아들, 딩크족.

#### 201호
- 김영웅 : 고세규 역 - 문희의 남편, 아파트 입주 청소부.
- 이지하 : 지문희 역 - 세규의 아내, 아파트 입주 청소부.
- 이주승 : 앤드류/최종욱 역 - 아파트 입주 청소 알바생, 연쇄살인마.

### 그 외 인물
- 정재은 : 이현의 어머니
- 한다솔 : 이보람 역 - 마트 알바생
- 유지연 : 한태석의 아내 역
- 서현철 : 이현의 아버지
- 주종혁 : 김승범 역
- 미상 : 이종태 역
- 미상 : 무장한 군인 역
- 미상 : 피범벅된 용의자 역
- 미상 : 경찰 역
- 미상 : 119 구조대 역
- 미상 : 모텔 프런트 직원 역
- 이규형 : 이승영 역
- 미상 : 검사 역
- 미상 : 판매자 역
- 미상 : 감염자 역
- 미상 : 기자 역
- 이기영 : 제약사 회장 역
- 미상 : 다른 동 주민 역
- 미상 : 관리사무소 직원 역
- 미상 : 광인병 감염자들 역
- 미상 : 지하주차장 감염자 역
- 정민성 : 102동 감염자 역

## 시청률
최저 시청률과 최고 시청률은 시청률 조사회사와 지역별로 시청률에 차이가 있을 수 있습니다.
| 2021년 | 2021년    | 2021년         | 2021년       | 2021년 |
| 회차   | 방송일    | AGB 시청률     | AGB 시청률   |        |
| 회차   | 방송일    | 대한민국(전국) | 서울(수도권) |        |
| ------ | --------- | -------------- | ------------ | ------ |
| 1화    | 11월 5일  | 3.300%         | 4.103%       |        |
| 2화    | 11월 6일  | 3.196%         | 3.679%       |        |
| 3화    | 11월 12일 | 3.574%         | 3.862%       |        |
| 4화    | 11월 13일 | 3.324%         | 3.841%       |        |
| 5화    | 11월 19일 | 3.542%         | 4.217%       |        |
| 6화    | 11월 20일 | 3.084%         | 3.494%       |        |
| 7화    | 11월 26일 | 3.539%         | 4.176%       |        |
| 8화    | 11월 27일 | 3.291%         | 3.597%       |        |
| 9화    | 12월 3일  | 3.740%         | 4.377%       |        |
| 10화   | 12월 4일  | 3.263%         | 3.735%       |        |
| 11화   | 12월 10일 | 3.543%         | 3.857%       |        |
| 12화   | 12월 11일 | 4.185%         | 4.433%       |        |

## 같이 보기
- 대한민국의 텔레비전 드라마 목록 (ㅎ)
- 2021년 대한민국의 텔레비전 드라마 목록